# Wendel Dietterlin

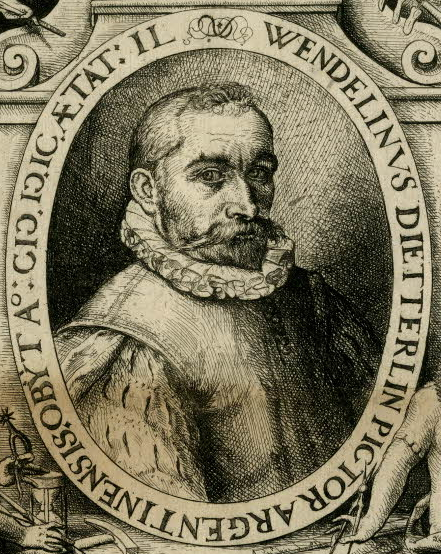
Wendel Dietterlin, Radierung aus seinem Todesjahr 1599 nach einem Selbstporträt

Wendel Dietterlin (eigentlich Wendling Grapp; * um 1550 oder 1551 in Pfullendorf; † 1599 in Straßburg) war Maler und der bedeutendste deutsche Bautheoretiker des ausgehenden Manierismus bzw. frühen Barocks. Sein Arbeitsschwerpunkt lag im Bereich der Decken- und Wandgemälde. Erhalten hat sich von seinen Werken jedoch nichts aus diesen Gattungen, sondern lediglich ein einzelnes Gemälde sowie seine illustrierte Abhandlung „Architectura“.

## Leben
Dietterlin wurde im oberschwäbischen Pfullendorf als Sohn eines Malers geboren. Kurt Martin vermutet, dass dieser den Sohn in Konstanz künstlerisch ausbilden ließ. Nach Abschluss seiner Wanderjahre ließ sich Dietterlin in Straßburg nieder, wo er 1570 heiratete und 1571 das Bürgerrecht erwarb. Er gehörte als Meister der örtlichen Zunft der Künstler, Dekorateure und Maler an. Dietterlin betätigte sich als Maler von Fresken und Dekorateur von Fassaden, Wänden und Decken. Er führte mehrere Werke an städtischen Bauwerken aus, so schuf er Fresken für den Bruderhof und arbeitete auch am „Neuen Bau“ in Straßburg. 1590 folgte er einer Einladung nach Stuttgart, um Decken- und Wandmalereien im Lusthaus des Herzogs von Württemberg in Stuttgart anzufertigen. Dietterlin starb 1599 nach langer Krankheit; sein gleichnamiger Sohn war als Goldschmied tätig.

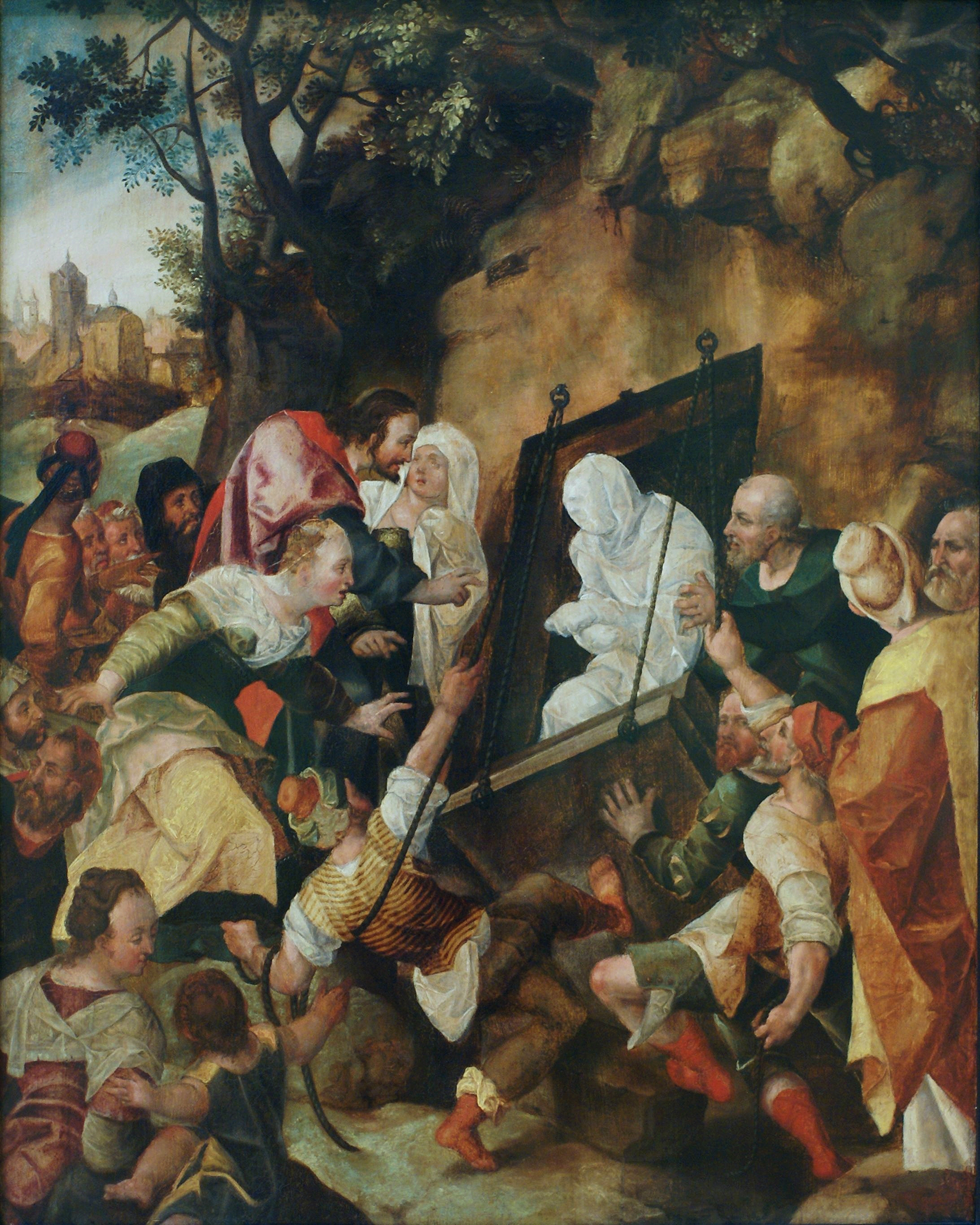
„Auferweckung des Lazarus“, Wendel Dietterlin 1587. Bei der Person rechts unterhalb der Bildmitte, die mit der Hand an die heruntergelassene Grabplatte fasst, dürfte es sich um ein Selbstporträt Dietterlins handeln

Wendel Dietterlins Traktat Architectvra. Von Außtheilung, Symmetria vnd Proportion der Fünff Seulen, und aller darauß volgender Kunst Arbeit, von Fenstern, Caminen ... (Nürnberg 1598) übte nachhaltigen Einfluss auf die deutsche Bau- und Dekorationskunst aus. Dieses Werk steht in der Tradition des Musterbuches, verzichtet also weitgehend auf eine Kommentierung und theoretische Einordnung der zahlreichen Abbildungen von Architekturteilen. Jedoch finden sich die vielen Stichvorlagen für Tore, Fenster, Kamine usf. in einer durch die fünf Säulenordnungen gegebenen Abstufung, wobei jede Säulenordnung eine „Seinssphäre“ zugeordnet wird. So steht die Toskanische Ordnung für das Bäuerlich/Rustikale, die Dorische für das Soldatische usw. Insgesamt zeugen die Darstellungen von einer reichen Erfindungsgabe, die die architektonischen Elemente wild durcheinanderwirbeln lässt und teilweise in Naturformen verwandelt.
Darüber hinaus ist von ihm, soweit erkennbar, nur ein Gemälde mit der Auferweckung des Lazarus erhalten, das sich in der Staatlichen Kunsthalle Karlsruhe befindet.

## Werke
- Architectura. Von Außtheilungs-Symmetria und Proportion der fünff Seulen, und aller daraus volgender Kunst Arbeit, von Fenstern, Caminen, Thürgerichten, Portalen, Bronnen und Epitaphien. Wie dieselbigen auss jedweder Art der fünff Seulen Grundt auffzureissen, zuzurichten, und ins Werck zubringen seyen. Allen solcher Kunst Liebhabenden zu einem bestendigen und ergreiffenden Underricht erfunden, in zweyhundert Stuck gebracht, gesetzt und an Tag gegeben: Durch Wendel Dietterlin, Maler zu Strassburg. Cum gratia et privilegio caes. Maiest. Ad decennium. Getruckt zu Nürnberg 1598. (Wendel Dietterlin: Architectvra..., Nürnberg 1598, Digitales Facsimile der UB Heidelberg)
  - Architectura. Reprografischer Nachdruck der Ausgabe Nürnberg 1598 aus der Landes- und Hochschulbibliothek Darmstadt. Mit einer Einführung von Hans Gerhard Evers. Wissenschaftliche Buchgesellschaft, Darmstadt 1965.